# Equipe queniana na Copa Davis
A equipe queniana na Copa Davis representa o Quênia na Copa Davis, principal competição de tênis masculina por equipes do mundo. É administrada pela Kenya Lawn Tennis Association.